# Лунглеи (округ)
Лунглеи (англ. Lunglei) — округ в индийском штате Мизорам. Образован 21 января 1972 года. Административный центр — город Лунглеи. Площадь округа — 4538 км². По данным всеиндийской переписи 2001 года население округа составляло 137 223 человека. Уровень грамотности взрослого населения составлял 84,2 %, что значительно выше среднеиндийского уровня (59,5 %). Доля городского населения составляла 42,2 %.